# Greatest Hits (Cheap Trick)
Greatest Hits è una raccolta della rock band Cheap Trick, pubblicata nel 1991 dalla Epic.

## Tracce
1. Magical Mystery Tour – 4:08  – (John Lennon/Paul McCartney)
2. Dream Police – 3:49 –  (Rick Nielsen)
3. Don't Be Cruel  – 3:07 – (Otis Blackwell/Elvis Presley)
4. Tonight It's You – 4:47  – (Mark Radice/Jon Brant/Rick Nielsen/Robin Zander)
5. She's Tight – 2:58 –  (Rick Nielsen)
6. I Want You to Want Me (Live) – 3:38 –  (Rick Nielsen)
7. If You Want My Love – 3:36 –  (Rick Nielsen)
8. Ain't That a Shame  – 5:10 – (Antoine Domino/Dave Bartholomew)
9. Surrender – 4:16 –  (Rick Nielsen)
10. The Flame  – 5:36 – (Bob Mitchell/Nick Graham)
11. I Can't Take It  – 3:28 – (Robin Zander)
12. Can't Stop Fallin' into Love – 3:45  – (Rick Nielsen/Robin Zander/Tom Petersson)
13. Voices – 4:22 –  (Rick Nielsen)

## Formazione
- Robin Zander - voce, chitarra ritmica
- Rick Nielsen - chitarre
- Bun E. Carlos - batteria
- Tom Petersson, Jon Brant - basso